# Fein (brano musicale)
Fein è un brano musicale del rapper statunitense Travis Scott, pubblicato il 28 luglio 2023 come ottava traccia del quarto album in studio Utopia.

## Descrizione
Il brano presenta la collaborazione del rapper statunitense Playboi Carti ed è stato scritto dai due rapper in collaborazione con Sheck Wes e Jahaan Sweet e prodotto da Travis Scott. Inoltre, Sheck Wes ha fornito delle voci aggiuntive per la versione del brano presente nell'album e per la versione mostrata nel film Circus Maximus.

## Composizione e testo
Fein è stato descritto come un brano rage da NME e Pitchfork e ha una frequenza di 148 bpm. Nel brano Playboi Carti utilizza un "nuovo stile" e il ritornello, cantato da Travis Scott, consiste nella ripetizione della parola "Fein". La strofa di Playboi Carti, nella quale il rapper usa un nuovo stile di voce, è stata descritta come "ispirata dalla trap di Atlanta".

## Video musicale
Il video musicale ufficiale del brano, diretto da Gabriel Moses, è stato pubblicato il 30 marzo 2024 sul canale YouTube di Travis Scott. Nel video, i due artisti si trovano in piedi davanti a uno sfondo nero, con la telecamera che gira velocemente a 360 gradi per l'intero filmato, nel quale appaiono anche un coro di bambini, dei ballerini, un lottatore di sumo e altri.

## Esibizioni dal vivo
Travis Scott e Playboi Carti hanno eseguito il brano dal vivo ai Grammy Awards 2024. Durante l'esibizione, Travis Scott ha urlato "they slept on me ten times" (tradotto in italiano "mi hanno ignorato dieci volte"), riferendosi alle sue dieci candidature ai Grammy senza mai avere vinto il premio. Dopo l'urlo, Scott ha distrutto diverse sedie lanciandole a terra mentre Playboi Carti cantava la sua strofa.
I due si sono anche esibiti nel brano durante la puntata di Saturday Night Live del 30 marzo 2024, durante la quale Travis Scott ha anche cantato il brano My Eyes e ha preso parte ad uno sketch insieme al comico Ramy Youssef, mentre Playboi Carti è apparso a sorpresa sul palco all'inizio della sua strofa in Fe!n indossando una maschera.

## Accoglienza
La canzone ha ricevuto recensioni generalmente positive dai critici musicali. Eric Skelton di Complex lo ha descritto come "il miglior brano di Utopia", mentre Ecleen Luzmila Caraballo lo ha considerato come uno dei migliori. Andre Gee di Rolling Stone ha commentato che il brano ha "il tipo di ritmo abbastanza buono perché Playboi Carti si ripeta 182 volte". Desmond Leake di Paste ha commentato dicendo che il brano dà una buona visione del nuovo suono di Playboi Carti (che definisce: "il rapper segregato") e che ha ritornello coinvolgente".
Alphonse Pierre di Pitchfork ha definito la base del brano come "superata" e ha scritto che "il nuovo vocal trick di Playboi Carti, che suona come se fosse affetto da bronchite, assorbe l'attenzione, mentre Travis fa diversi ad-libs". Allo stesso modo, Paul Attard di Slant Magazine ha dichiarato che Fe!n ha un "ritmo allucinatorio", ma nonostante ciò l'ha definita come il brano "più morto" dell'album e ha affermato che Playboi Carti sia il peggior ospite di esso.
Al contrario di Eric Skelton di Complex, Mackenzie Cummings-Grady di Billboard ha considerato la traccia come la peggiore di Utopia.

## Classifiche

### Classifiche settimanali
| Classifica (2023-24) | Posizione massima |
| -------------------- | ----------------- |
| Arabia Saudita       | 16                |
| Australia            | 11                |
| Austria              | 3                 |
| Belgio (Fiandre)     | 50                |
| Canada               | 6                 |
| Croazia              | 15                |
| Danimarca            | 22                |
| Emirati Arabi Uniti  | 12                |
| Francia              | 11                |
| Germania             | 18                |
| Grecia               | 5                 |
| Islanda              | 3                 |
| Irlanda              | 14                |
| Italia               | 39                |
| Lettonia             | 1                 |
| Lituania             | 7                 |
| Lussemburgo          | 2                 |
| Norvegia             | 15                |
| Nuova Zelanda        | 6                 |
| Paesi Bassi          | 33                |
| Panama               | 68                |
| Polonia              | 3                 |
| Portogallo           | 8                 |
| Regno Unito          | 13                |
| Stati Uniti          | 5                 |
| Sudafrica            | 5                 |
| Svezia               | 52                |
| Svizzera             | 1                 |
| Ungheria             | 13                |

### Classifiche di fine anno
| Classifica (2024) | Posizione |
| ----------------- | --------- |
| Australia         | 61        |
| Austria           | 35        |
| Canada            | 84        |
| Francia           | 169       |
| Germania          | 59        |
| India             | 7         |
| Islanda           | 33        |
| Polonia           | 49        |
| Portogallo        | 54        |
| Stati Uniti       | 97        |
| Svizzera          | 29        |
| Ungheria          | 94        |